# Cardinal (sèrie de televisió)
Cardinal és una sèrie de televisió canadenca de gènere policíac creada per Aubrey Nealon i Russ Cochrane. La història és una adaptació de la premiada novel·la Forty Words for Sorrow de l'escriptor, poeta i guionista canadenc Giles Blunt (traduïda a l'espanyol com a Cuarenta maneras de decir dolor). Els vuit capítols de que consta la sèrie es van emetre pels canals canadencs CTV (en anglès) i pel Super Écran (en francès) el gener de 2017.
El febrer de 2017, CTV va fer l'encàrrec de renovació de la sèrie per una segona i tercera temporada de sis capítols cadascuna. La segona temporada adaptarà la novel·la Black Fly Season, tercer llibre de la sèrie John Cardinal, mentre que la tercera temporada adaptarà By the Time You Read This i Crime Machine, quarta i cinquena novel·la de la sèrie.

## Producció
La sèrie està dirigida per Daniel Grou, i produïda per Sienna Films i eOne Entertainment. [7] El rodatge es va iniciar el febrer de 2016 a Sudbury (Ontario) i algunes localitzacions addicionals a Atikameksheng Anishnawbek (una de les reserves de l'Ojibway First Nation) situada a la riba del llac Whitefish a una 20 km al sud-oest de Sudbury (Ontario) o als antics estudis de ràdio de la CBC Northern Ontario al nord d'Ontario que van servir per recrear la comisaria de policia d'Algonquin Bay. La sèrie va tenir un pressupost de producció de 1,800,000 dòlars per episodi.
El tema d'obertura de la sèrie és la cançó Familiar de la compositora i cantant danesa Agnes Obel, mentre que la resta està composta pel búlgar establert a Toronto, Todor Kobakov.

## Repartiment
- Billy Campbell com el detectiu John Cardinal
- Karine Vanasse com la detectiu Lise Delorme
- Kristen Thomson com a Noelle Dyson
- Allie MacDonald com a Edie Soames
- David Richmond-Peck com el sargent Malcolm Musgrave
- Deborah Hay com a Catherine Cardinal, dona de John Cardinal
- Glen Gould com el detectiu Jerry Commanda
- Brendan Fletcher com a Eric Fraser
- James Downing com el detectiu McLeod
- Alden Adair com a Josh
- Eric Hicks as Const. K. Fox
- James Thomas com el detectiu Hannam
- Robert Naylor com a Keith

## Episodis

### Temporada 1
| Núm. d'història | Episodi | Títol           | Director/a  | Guionistes    | Data d'estrena al Canadà |  |
| --- | ------- | --------------- | ----------- | ------------- | ------------------------ |  |
| 1 | 1       | "Cardinal"      | Daniel Grou | Aubrey Nealon | 25 de gener de 2017      |  |
| |         |                 |             |               |                          |  |
| 2 | 2       | "Delorme"       | Daniel Grou | Aubrey Nealon | 1 de febrer de 2017      |  |
| |         |                 |             |               |                          |  |
| 3 | 3       | "Edie and Eric" | Daniel Grou | Aubrey Nealon | 8 de febrer de 2017      |  |
| |         |                 |             |               |                          |  |
| 4 | 4       | "Woody"         | Daniel Grou | Aubrey Nealon | 15 de febrer de 2017     |  |
| |         |                 |             |               |                          |  |
| 5 | 5       | "Keith"         | Daniel Grou | Russ Cochrane | 22 de febrer de 2017     |  |
| |         |                 |             |               |                          |  |
| 6 | 6       | "Catherine"     | Daniel Grou | Aubrey Nealon | 1 de març de 2017        |  |
| |         |                 |             |               |                          |  |
| La història s'inicia amb el descobriment del cos d'una nena de tretze anys enterrat en el gel. El misteri té lloc a la petita localitat d'Algonquin Bay al nord d'Ontario en ple hivern, en aquest ambient el detectiu John Cardinal, juntament amb la també detectiu Lise Delorme, s'esforça per corregir els errors comesos en el passat que podrien fer descarrilar la investigació i la seva carrera professional. El cas cada cop es torna més violent i retorçat, esdevenint una cursa contra-rellotge abans no hi hagi cap més víctima. |         |                 |             |               |                          |  |

### Temporada 2
| Núm. d'història | Episodi | Títol       | Director/a   | Guionistes          | Data d'estrena al Canadà |  |
| --- | ------- | ----------- | ------------ | ------------------- | ------------------------ |  |
| 7 | 1       | "Red"       | Jeff Renfroe | Sarah Dodd          | 4 de gener de 2018       |  |
| |         |             |              |                     |                          |  |
| 8 | 2       | "Kevin"     | Jeff Renfroe | Jennica Harper      | 11 de gener de 2018      |  |
| |         |             |              |                     |                          |  |
| 9 | 3       | "Terri"     | Jeff Renfroe | Alison Lea Bingeman | 18 de gener de 2018      |  |
| |         |             |              |                     |                          |  |
| 10 | 4       | "Toof"      | Jeff Renfroe | Jennica Harper      | 25 de gener de 2018      |  |
| |         |             |              |                     |                          |  |
| 11 | 5       | "Northwind" | Jeff Renfroe | Alison Lea Bingeman | 1 de febrer de 2018      |  |
| |         |             |              |                     |                          |  |
| 12 | 6       | "El Brujo"  | Jeff Renfroe | Sarah Dodd          | 8 de febrer de 2018      |  |
| |         |             |              |                     |                          |  |
| De sobte una noia que pateix amnèsia, després d'haver rebut un tret, apareix en un bar d'Algonquin Bay. Aviat es descobreixen cossos mutilats seguint una desviació de les creences i rituals Palo. Els cossos resulten ser membres d'un grup local de motoristes que acaparen en el tràfic de drogues de la zona. John Cardinal i la detectiu Lisa Delorme en l'intent d'esbrinar la identitat de la noia troben que el cas es barreja amb els assassinats. Paral·lelament Cardinal encara està preocupat per la salut mental de la seva dona i el sergent Musgrave creu haver trobat l'evidència per poder enfonsar-lo. |         |             |              |                     |                          |  |